# Varsánd község
Varsánd község (románul: Comuna Olari) község Arad megyében, Romániában. Központja Varsánd, hozzá tartozik Szineke.

## Népessége
A 2011-es népszámlálás adatai alapján a község népessége 1937 fő volt.